# Roy Oliver Disney
Roy Oliver Disney (ur. 24 czerwca 1893 w Chicago, zm. 20 grudnia 1971 w Burbank) – amerykański przedsiębiorca, producent filmowy, współzałożyciel The Walt Disney Company. Był starszym bratem Walta Disneya.
Zmarł w 1971 roku w wyniku krwiaka śródczaszkowego.